# Centronycteris centralis
Centronycteris centralis is een zoogdier uit de familie van de schedestaartvleermuizen (Emballonuridae). De wetenschappelijke naam van de soort werd voor het eerst geldig gepubliceerd door Thomas in 1912.